# Xylopia talbotii
Xylopia talbotii är en kirimojaväxtart som beskrevs av Arthur Wallis Exell. Xylopia talbotii ingår i släktet Xylopia och familjen kirimojaväxter. IUCN kategoriserar arten globalt som sårbar. Inga underarter finns listade i Catalogue of Life.